# Phổ Ninh
Phổ Ninh là một phường thuộc thị xã Đức Phổ, tỉnh Quảng Ngãi, Việt Nam.

## Địa lý
Phường Phổ Ninh nằm ở phía bắc thị xã Đức Phổ, có vị trí địa lý:
- Phía đông giáp các phường Nguyễn Nghiêm, Phổ Hòa và Phổ Minh
- Phía tây giáp xã Phổ Nhơn
- Phía nam giáp huyện Ba Tơ
- Phía bắc giáp phường Phổ Văn và xã Phổ Thuận.

Phường Phổ Ninh có diện tích 22,25 km², dân số năm 2019 là 9.395 người, mật độ dân số đạt 422 người/km².

## Dân cư
Phường Phổ Ninh là phường có Khu tái định cư Đồng Mốc thuộc Tổ Dân phố Lộ Bàn

## Hành chính
Phường Phổ Ninh gồm : Tổ Dân Phố Lộ Bàn, Tổ Dân Phố Thanh Lâm, Tổ Dân Phố An Ninh, Tổ Dân Phố An Trường, Tổ Dân Phố Vĩnh Bình

## Giao thông
Phường Phổ Ninh cũng là nơi có Dự án Đường sắt cao tốc Bắc Nam , Đường cao tốc Quảng Ngãi - Hoài Nhơn, Quốc lộ 1A , Đường tỉnh 627C , Đường huyện 44 , Đường huyện 43 đi qua

## Lịch sử
Sau năm 1945, Phổ Ninh là một xã thuộc huyện Đức Phổ.
Từ năm 1954 đến năm 1958, chính quyền Sài Gòn đổi tên xã Phổ Ninh thành xã Phổ Bình thuộc quận Đức Phổ. Chính quyền cách mạng vẫn gọi là xã Phổ Ninh như cũ.
Sau năm 1975, xã Phổ Ninh thuộc huyện Đức Phổ.
Ngày 12 tháng 3 năm 1987, điều chỉnh một phần diện tích và dân số của xã Phổ Ninh để thành lập thị trấn Đức Phổ.
Ngày 10 tháng 1 năm 2020, Ủy ban Thường vụ Quốc hội ban hành Nghị quyết số 867/NQ-UBTVQH14 về việc sắp xếp các đơn vị hành chính cấp huyện, cấp xã thuộc tỉnh Quảng Ngãi (nghị quyết có hiệu lực từ ngày 1 tháng 2 năm 2020). Theo đó, thành lập phường Phổ Ninh thuộc thị xã Đức Phổ trên cơ sở toàn bộ 22,25 km² diện tích tự nhiên và 9.395 người của xã Phổ Ninh.